# Creu de Terme (L'Énova)
La Creu de Terme de l’Énova, és una creu de terme que data del segle xix, a diferència d'altres que tenen el seu origen al segle XV, quan ciutats i viles valencianes decoraren les entrades o eixides dels pobles als camins principals amb peirons o creus de terme monumentals.

## Història
Es pensa que l’origen de la creu de terme de l’Énova està en la iniciativa d’algun rector del segle xix. No es pot assegurar ya que no existeix documentació sobre la peça. El que sí es pot afirmar és que la creu de pedra fou reposada per una de ferro després de la guerra civil del 36.

## Descripció
La creu presenta una plataforma circular escalonada, que té dos graons de carreus de pedra calcària. La creu s'anclada a un pilar rectangular, també amb plataforma i rematat amb cornisa clàssica, que es corona amb una bola que simbolitza l’orbe que està coronat al seu temps per la creu d’estil neorenaixentista.
Presenta en tres costats decoració que consisteix en baixos relleus que representen, respectivament: l’anagrama coronat del Mater Amatissima (la Verge Maria, reina dels Cels), el Xiprer (sicut Cypres in Sion) i la Palmera (sicut Palma in Gadi). El xiprer i la palmera s'utilitzen com a al·legories marianes (símbol del triomf, la victòria i la castedat de Maria Santíssima), que estan inspirades en les lletanies lauretanes. Així, aquesta iconografia concorda, amb la advocació de la parròquia de l’Énova a la Mare de Déu de Gràcia.